# قصر أملال (الخربات)
قصر أملال هو دُوَّار يقع بجماعة فركلة العليا، إقليم الرشيدية، جهة درعة تافيلالت في المملكة المغربية. ينتمي الدوّار لمشيخة الخربات التي تضم 4 دواوير. يقدر عدد سكانه بـ 1032 نسمة حسب الإحصاء الرسمي للسكان والسكنى لسنة 2004.

## روابط خارجية
- البوابة الوطنية للجماعات الترابية نسخة محفوظة 12 مارس 2018 على موقع واي باك مشين.
- المندوبية السامية للتخطيط